# HD 142415 b
HD 142415 b是一顆位於矩尺座的太陽系外行星，它使母恆星徑向速度改變的半振幅達到51.3 ± 2.3 m/s。它的質量下限是木星質量的1.69倍，軌道週期386.3日，軌道半長軸1.07天文單位。以都卜勒光譜學量測的徑向速度變化顯示它的軌道離心率高達0.5。
該行星於2003年6月30日由米歇爾·麥耶等人等人在拉西拉天文台以CORALIE攝譜儀發現。

## 外部連結
- . Exoplanets.   [2012-07-27]. （原始内容存档于2009-11-25）.
- . Extrasolar Visions.   [2012-07-27]. （原始内容存档于2011-06-05）.